# Charles Dumas (poète)
Pour les articles homonymes, voir Charles Dumas et Dumas.
Charles Amédée Gustave Dumas, né à Paris le 31 juillet 1881 et mort le 31 octobre 1914, est un poète français.  Il fait partie de la liste des 560 écrivains « morts pour la France » inscrits au Panthéon. 

## Biographie
Charles Dumas fit ses études au Lycée Michelet et pensa d'abord devenir musicien. Il abandonna cependant cette idée et obtint sa licence de lettres.
Il collabora à de nombreux journaux et revues, et fut critique dramatique au Figaro illustré. Son premier recueil, L'Eau souterraine, obtint le prix Sully Prudhomme en 1903.
Mobilisé lors de la Première Guerre mondiale, il fut tué à L'Échelle-Saint-Aurin (Somme) sur la rive de l'Avre, en octobre 1914, alors en reconnaissance.
L’Académie française lui décerne le prix de Soussay en 1915 à titre posthume.

## Œuvres
- L'Eau souterraine, 1903
- L'Ombre et les Proies, 1906
- Stellus, poème dramatique, 1916

## Citation
- Ce désir d'être tout que j'appelle mon âme ! (L'Ombre et les Proies)

### Source
- Gérard Walch, Poètes d'hier et d'aujourd'hui, 1915 Internet Archive